# Авґуст Баласітс
Авґуст Ервін Баласітс (пол. August Erwin Bálasits; 28 серпня 1844, Коломия — 15 липня 1918, Львів) — польський правник, професор австрійського цивільного процесуального права, ректор Львівського університету в 1891—1892 академічному році.

## Життєпис
Авґуст Баласітс народився в Коломиї в сім'ї Кароля Баласітса і Емілії з роду Ромбауер. Навчався в гімназіях у Станіславі, Перемишлі і Львові. Вивчав право на юридичному факультеті Львівського університету і в 1868 році здобув докторат.
У 1867—1874 роках працював у Крайовій Дирекції Скарбу, а в 1874—1880 роках — в Прокураторії Скарбу у Львові, де став секретарем. У 1873 році завдяки габілітаційній праці «O przysiędze stanowczej według austriackiego prawa w historycznym rozwoju» став доцентом у Львівському університеті. У 1875 році був одним із засновників часопису «Przegląd Sądowy i Administracyjny» (тепер «Przegląd Prawa i Administracji»).
Надзвичайним професором став 9 квітня 1880 року, звичайним 23 серпня 1886. З приводу вакансії або хвороби професора, викладав кілька разів канонічне право, а від 1883 до 1892 як заступник австрійське скарбове законодавство. У 1887—1888 і 1901—1902 роках — декан юридичного факультету, а в 1891—1892 році академічний сенат обрав його на посаду ректора Львівського університету.
У 1898 році нагороджений орденом Залізної Корони ІІІ ступеня.
Помер у Львові 15 липня 1918 року.